# سليمان ظاهر
الشيخ سليمان بن محمد بن علي ظاهر العاملي (1873 - 1960). رجل دين ومؤلِّف وأديب وشاعر ومؤرِّخ شيعي لبناني من جبل عامل، له إسهامات غنية في المجالات الفكرية والسياسية والاجتماعية وغيرها. وكان عضو المجمع العلمي العربي بدمشق. ترجم له خير الدين الزركلي في الأعلام قائلاً أنَّه كان من «حاملي لواء العربية لغة وقومية، في بلاد جبل عامل». وهو من أحفاد الفقيه الشيعي زين الدين بن علي الجبعي العاملي المعروف بالشهيد الثاني، وقد ذكره عبد الحسين الأميني في كتابه شهداء الفضيلة بالثناء إذ قال أنَّه «عالم مصلح، وشاعر مفلق، وأديب متضلع، له في التاريخ صحيفة بيضاء».

## ولادته، نشأته ودراسته
ولد عام 1873 في مدينة النبطية (جنوب لبنان)، قرأ القرآن وتعلم مبادئ الخط والإملاء على بعض شيوخ الكتاتيب. 

درس في مدرسة النميرية، وبعدها انتقل إلى مدرسة العلامة السيد حسن إبراهيم حيث مكث فيها بضعة أشهر وفي عام 1892 انتقل إلى المدرسة الحميدية التي أسسها السيد حسن يوسف مكي، وبدأ بالتدريس.

انتخب عضواً في المجمع العلمي في دمشق بالإجماع، وكان عضواً في جمعية العلماء.

## كتاباته
كان ظاهر ناشطاً في كتابة المقالات، وكثيرٌ من مقالاته كانت تُنشر في مجلة العرفان، وكذلك كتب لجريدة القبس الدمشقية. وقد ترك عدداً من المؤلَّفات، وقد طُبع بعضها ولا يزال البعض الآخر مخطوطاً، ومن كتبه:
| - الذخيرة إلى المعاد في مدح محمد وآله الأمجاد. - تاريخ قلعة الشقيف. - صفحات من تاريخ جبل عامل. - قصص القرآن الكريم. - الفلسطينيات. - الشيعة والإسماعيلية. - دفع أوهام توضيح المرام. طُبع هذا الكتاب بعنوان القاديانية، وهو في ردِّ كتاب توضيح المرام في الرد على علماء حمص وطرابلس الذي كتبه جلال الدين شمس أحمدي الذي كان مبشري المذهب الأحمدي. | - تاريخ الشيعة. - معجم قرى جبل عامل. - بنو زهرة الحلبيون. - آداب اللغة العربية. - العراقيات. بالإشتراك مع أحمد عارف الزين وأحمد رضا ومحمد رضا الشبيبي، وهو مختار شعر عشرة من شعراء العراق ومختصر تراجمهم. - الملحمة العربية الإسلامية. - الأماني الجامعة. - من وحي الحياة. |

## فكره ومواقفه
دعا إلى احترام حرية الأشخاص والجماعات، وكان يرى أن الرئاسة لا تكون الا باختبار الأمة وهي ضرورية.
وقف في وجه الأتراك (الدولة العثمانية) بعدما تبينت له سياستهم العنصرية، فانتسب إلى جمعية الاتحاد والترقي فترة من الزمن.
وفي نهاية العهد العثماني وبداية الانتداب الفرنسي، دافع عن عروبة جبل عامل وأهله، حيث شارك في مؤتمر وادي الحجير وساهم بكتابة مقرراته النهائية.
واجه الانتداب الفرنسي والبريطاني الذي قضى بتقسيم المنطقة العربية وقد دعا الشعب العربي في بلاد الشام وفلسطين إلى الثورة من أجل العيش الكريم.

## شعره
سجَّل جواد شبَّر بعض الأبيات الشعريَّة التي كتبها ظاهر في رثاء الحسين بن علي بن أبي طالب، ومنها هذه الأبيات:

## وصلات خارجية
- صفحات من تاريخ جبل عامل - سليمان ضاهر